# Премия «Грэмми» за лучший джазовый вокал в составе дуэта или группы
Премия «Грэмми» за лучший джазовый вокал в составе дуэта или группы (англ. Grammy Award for Best Jazz Vocal Performance, Duo or Group) — одна из номинаций музыкальной премии «Грэмми», вручаемой Американской академией звукозаписи. Присуждалась с 1982 по 1990 год (здесь и далее указываются годы проведения церемоний вручения наград за достижения предшествующего года).
- 1982 год, 24-я церемония «Грэмми» — The Manhattan Transfer за «Until I Met You (Corner Pocket)», альбом «Mecca for Moderns»;
- 1983 год, 25-я церемония «Грэмми» — The Manhattan Transfer за «Route 66», альбом «Bop Doo-Wopp»;
- 1984 год, 26-я церемония «Грэмми» — The Manhattan Transfer за «Why Not! (Manhattan Carnival)»;
- 1985 год, 27-я церемония «Грэмми» — не присуждалась;
- 1986 год, 28-я церемония «Грэмми» — The Manhattan Transfer за «Vocalese» (альбом);
- 1987 год, 29-я церемония «Грэмми» — 2 + 2 Plus за «Free Fall»;
- 1988 год, 30-я церемония «Грэмми» — не присуждалась;
- 1989 год, 31-я церемония «Грэмми» — Take 6 за «Spread Love»,
- 1990 год, 32-я церемония «Грэмми» — Доктор Джон и Рики Ли Джонс за «Makin' Whoopee»